# Reece Oxford
 Reece Joel Oxford  (Edmonton, Londres, Inglaterra, 16 de diciembre de 1998) es un futbolista británico. Juega de defensa y se encuentra sin equipo. Además ha sido internacional con Inglaterra en categorías inferiores. 
Oxford debutó con el West Ham a la edad de 16 años y 198 días, el jugador más joven en jugar un encuentro en la historia del club, rompiendo el récord anterior de Billy Williams de 16 años y 221 días en 1922.

## Trayectoria
Oxford nació en Edmonton, Londres, y cuando era pequeño era simpatizante del Arsenal. Comenzó su formación en la academia del Tottenham Hotspur, pero fue liberado del club en 2011. Se unió al West Ham United en la categoría sub-13. Pasó a la sub-18 cuando aun era menor de 15 años, y estuvo en la banca en un encuentro de la Copa de la Liga en agosto de 2014, a los 15 años.
El 11 de enero de 2015, Oxford firmó un contrato profesional con el West Ham. Cuatro meses después, ganó el premio jugador del año de la Academia Dylan Tombides.
Oxford debutó con el primer equipo el 2 de julio de 2015, a los 16 años, como centrocampista en la victoria por 3-0 contra el Lusitanos de Andorra en la ronda clasificatoria de la Liga Europea de la UEFA. Con este encuentro, se convirtió en el jugador más joven en disputar un encuentro con el West Ham United. Debutó en la Premier League el 9 de agosto, jugando los primeros 79 minutos antes de ser sustituido por Kevin Nolan donde el West Ham ganó por 2-0 de visita ante el Arsenal. Por ese debut, Oxford se convirtió en el segundo jugador más joven en ser titular en la historia de la Premier League, después de Jose Baxter.
A comienzos de la temporada 2016-17, Oxford fue nombrado en la lista de las grandes promesas del fútbol inglés del The Daily Telegraph. En su cumpleaños 18, el 16 de diciembre de 2016, Oxford firmó un nuevo contrato por cuatro años y medio con el West Ham. Un mes después, fue enviado a préstamo al Reading por el resto de la temporada. Debutó con el Reading el 11 de marzo de 2017 en la derrota de visita por 3-0 contra el Preston North End, entrando al partido en el segundo tiempo por Paul McShane. Registró cinco partidos jugados con el club.
El 21 de junio de 2017, Oxford fue enviado a préstamo al Borussia Mönchengladbach de la Bundesliga alemana para la temporada 2017-18. No debutó hasta el 28 de octubre, cuando entró al minuto 89 por Lars Stindl en la victoria por 3-1 frente al Hoffenheim. El 12 de diciembre, Oxford fue titular por primera vez con el club alemán, contra el Freiburg. Su préstamo fue corto y regresó al West Ham el 29 de diciembre de 2017.
El 31 de enero de 2018 nuevamente se fue a préstamo al Borussia Mönchengladbach.
El 31 de enero de 2019 regresó a la 1. Bundesliga para jugar hasta final de temporada en el F. C. Augsburgo. El 2 de agosto del mismo año el conjunto alemán adquirió al jugador en propiedad. Permaneció en él hasta la temporada 2024-25, aunque las dos últimas campañas no disputó ningún partido como consecuencia de un COVID prolongado.

## Selección nacional
Oxford ha jugado para Inglaterra en categorías menores y fue el capitán de su país en el Campeonato Europeo Sub-17 de la UEFA 2015. Los jóvenes leones alcanzaron los cuartos de final, y Oxford anotó en la tanda de penaltis donde derrotaron a España en los play-off para la Copa Mundial de Fútbol Sub-17 de 2015. West Ham no autorizó a Oxford para jugar la Copa Mundial sub-17 en Chile, por temor de que la exposición del jugador a un torneo internacional le cause desgaste físico.

## Vida personal
Oxford tiene descendencia jamaicana por el lado de su abuelo. Su abuelo, Karl, es hermano del futbolista jamaicano Neville Oxford.

## Estadísticas
Actualizado al 17 de marzo de 2023.
| West Ham United F. C. Inglaterra                                                             | 1.ª           | 2014-15       | 0  | 0 | 0 | 0 | — | — | 0   | 0 |
| West Ham United F. C. Inglaterra                                                             | 1.ª           | 2015-16       | 7  | 0 | 2 | 0 | 3 | 0 | 12  | 0 |
| West Ham United F. C. Inglaterra                                                             | 1.ª           | 2016-17       | 0  | 0 | 0 | 0 | 2 | 0 | 2   | 0 |
| Reading F. C. Inglaterra                                                                     | 2.ª           | 2016-17       | 5  | 0 | — | — | — | — | 5   | 0 |
| Reading F. C. Inglaterra                                                                     | Total club    | Total club    | 5  | 0 | — | — | — | — | 5   | 0 |
| West Ham United F. C. Inglaterra                                                             | 1.ª           | 2017-18       | 1  | 0 | 2 | 0 | — | — | 3   | 0 |
| Borussia Mönchengladbach · Alemania                                                          | 1.ª           | 2017-18       | 7  | 0 | 1 | 0 | — | — | 8   | 0 |
| Borussia Mönchengladbach · Alemania                                                          | Total club    | Total club    | 7  | 0 | 1 | 0 | — | — | 8   | 0 |
| West Ham United F. C. Inglaterra                                                             | 1.ª           | 2018-19       | 0  | 0 | 0 | 0 | — | — | 0   | 0 |
| West Ham United F. C. Inglaterra                                                             | Total club    | Total club    | 8  | 0 | 4 | 0 | 5 | 0 | 17  | 0 |
| F. C. Augsburgo · Alemania                                                                   | 1.ª           | 2018-19       | 8  | 0 | 1 | 0 | — | — | 9   | 0 |
| F. C. Augsburgo · Alemania                                                                   | 1.ª           | 2019-20       | 12 | 0 | 0 | 0 | — | — | 12  | 0 |
| F. C. Augsburgo · Alemania                                                                   | 1.ª           | 2020-21       | 24 | 0 | 1 | 0 | — | — | 25  | 0 |
| F. C. Augsburgo · Alemania                                                                   | 1.ª           | 2021-22       | 30 | 2 | 1 | 1 | — | — | 31  | 3 |
| F. C. Augsburgo · Alemania                                                                   | 1.ª           | 2022-23       | 3  | 0 | 0 | 0 | — | — | 3   | 0 |
| F. C. Augsburgo II · Alemania                                                                | 4.ª           | 2022-23       | 1  | 0 | — | — | — | — | 1   | 0 |
| F. C. Augsburgo II · Alemania                                                                | Total club    | Total club    | 1  | 0 | — | — | — | — | 1   | 0 |
| F. C. Augsburgo · Alemania                                                                   | 1.ª           | 2023-24       | 0  | 0 | 0 | 0 | — | — | 0   | 0 |
| F. C. Augsburgo · Alemania                                                                   | 1.ª           | 2024-25       | 0  | 0 | 0 | 0 | ― | ― | 0   | 0 |
| F. C. Augsburgo · Alemania                                                                   | Total club    | Total club    | 77 | 2 | 3 | 1 | — | — | 80  | 3 |
| Total carrera                                                                                | Total carrera | Total carrera | 98 | 2 | 8 | 1 | 5 | 0 | 111 | 3 |
| (1) Incluye datos de FA Cup y Copa de Alemania. (2) Incluye datos de Liga Europa de la UEFA. |               |               |    |   |   |   |   |   |     |   |